# Giampaolo Dossena
Giampaolo Dossena (Cremona, 30 settembre 1930 – Cremona, 5 febbraio 2009) è stato un giornalista e scrittore italiano, uno tra i massimi esperti di giochi, e il primo a rendere popolari i giochi con le parole, con le sue rubriche sui maggiori quotidiani italiani. Ha scritto inoltre una Storia confidenziale della letteratura italiana, dotata di un respiro enciclopedico e di uno stile decisamente caratteristico.

## Biografia
Laureato in lettere a Pavia, iniziò la sua carriera pubblicistica negli anni cinquanta. Esordì nel 1949 come studioso di letteratura italiana e dialettale con un saggio sui diari di Vittorio Alfieri, cui «dedicò benevola attenzione Benedetto Croce». Tra l'altro, scoprì e pubblicò il diario del concittadino Giambattista Biffi, letterato settecentesco.
È stato molto attivo nell'editoria presso le maggiori case editrici (Sansoni, Feltrinelli, Rizzoli, Arnoldo Mondadori Editore, Bompiani), e ha collaborato con numerosi periodici (Linus, L'Espresso, L'Europeo, La Stampa, La Repubblica, Il Sole 24 Ore, ecc.), specializzandosi ben presto nella storia dei giochi, sia con le carte che con le parole o altro. Il suo interesse per i giochi è iniziato collaborando con i Wutki sulle pagine di Linus e con il Caffè letterario, e ha raggiunto la sua massima espressione nella rubrica che tenne su Tuttolibri dal 1980 al 1987.
Nel 2005 ha donato alla Biblioteca Statale di Cremona 2000 volumi della sua immensa biblioteca, raccolti in oltre cinquant'anni di studi di letteratura e di gioco.
È morto il 5 febbraio 2009 nella sua casa di Cremona.
Nel 2019 ai 10 anni dalla sua scomparsa Play - Festival del Gioco ha istituito a suo ricordo il primo premio in Italia alla Cultura Ludica. Nello stesso anno la famiglia ha donato all'Università degli Studi di Modena e Reggio Emilia (Dipartimento di Scienze Umane - Game Science Research Center) l'archivio personale.

## Opere
- G. Dossena - Mario Spagnol (a cura di), Avventure e viaggi di mare. Giornali di bordo, relazioni, memorie, Milano: Feltrinelli, 1959; Milano, Salani, 1995, ISBN 978-88-778-2431-8.[4]
- Per il diario del Biffi, s.l. [Pavia]: Tipografia del Libro, 1967, "Studia ghisleriana, serie speciale per il 4. centenario del collegio Ghislieri in Pavia, 1567-1967".
- I luoghi letterari: paesaggi, opere e personaggi : Italia settentrionale, Milano: Sugar, 1972; Milano, Sylvestre Bonnard, 2004, ISBN 978-88-868-4289-1.[5]
- Solitari con le carte e altri solitari: per giocare da soli o ben accompagnati, Milano, Mondadori, 1976.
- G. Dossena - Raffaele Rinaldi, A che gioco si gioca?, Roma: L'Espresso, 1978.
- I giochi dei grandi, Milano, Ed. L'Europeo, s.d. [ma: 1979[3]]; Stampatore: Co.P.E.C.O., Pero (MI)
- La Brianza dei poeti: paesaggi, opere, personaggi tra Monza e Asso, tra Cassano d'Adda e Lecco, tra Cusano e Cantù, Firenze: Vallecchi, 1980
- Armodio dall'uno al dodici, Parma: Borgobello cataloghi, 1980.
- Giochi da tavolo: dalla tabula ai war games i 45 giochi più belli e importanti degli ultimi 4000 anni, Milano: Mondadori, 1984.
- Giochi di carte internazionali, Milano: A. Mondadori, 1984.
- Giochi di carte italiani, Milano: A. Mondadori, 1984, ISBN 88-043-1734-5.
- Cento giochi per ragazzi, Milano: Mondadori, 1986.
- Il Grande Libro dei Giochi, Milano: Arnoldo Mondadori Editore, 1986.
- Storia confidenziale della letteratura italiana dalle origini a Dante, Milano: Rizzoli, 1987, ISBN 88-17-53225-8;  Vol. I: Dalle origini all'età del Petrarca, Milano, BUR, 2012, ISBN 978-88-170-5848-3.
- Storia confidenziale della letteratura italiana. Vol.2: L'età del Petrarca, Milano: Rizzoli, 1989, ISBN 88-17-53224-X.
- Storia confidenziale della letteratura italiana. Vol.3: Il Quattrocento, Milano: Rizzoli, 1990, ISBN 88-17-84063-7.
- Storia confidenziale della letteratura italiana. Vol.4: Il Cinquecento e il Seicento, Milano: Rizzoli, 1994, ISBN 88-17-84365-2; Vol. II: Dall'età del Boiardo al Seicento, Milano, BUR, 2012, ISBN 978-88-170-5849-0.
- La zia era assatanata : primi giochi di parole per poeti e folle solitarie, Roma-Napoli: Theoria, 1988.
- Garibaldi fu ferito, Collana Contrappunti, Bologna: Il Mulino, 1991, ISBN 88-15-03273-8.
- Giochi da soli o in compagnia, in casa o all'aperto, Milano: Mondadori, 1991.
- Fai da te: saggi di letteratura, turismo e bricolage, Milano: Rizzoli, 1991, ISBN 88-178-4149-8.
- Abbasso la pedagogia, Milano: Garzanti, 1993, ISBN 88-11-65185-9; Introduzione di Roberto Farné, Marietti 1820, 2020, ISBN 978-88-211-1026-9.
- Dizionario dei giochi con le parole, Milano, Garzanti, 1994, ISBN 88-11-95505-X.
- Le contrappuntiste nelle aiuole. Giocare con le vocali, ed. Franco Cosimo Panini, 1994, ISBN 88-7686-314-1.
- Gadda e la Brianza profanata, Milano, Biblioteca Comunale di Milano, 1994, ISBN 88-85262-21-X.
- T'odio empia vacca : dileggio e descolarizzazione, Milano: Rizzoli, 1994, ISBN 88-17-84333-4.
- Dante. Il più divertente (ma serio) libro per conoscere vita, tempi e opera del più grande scrittore italiano, Collana Il Cammeo n.295, Milano: Longanesi & C., 1995, ISBN 978-88-304-1281-1; Milano, TEA, 2004-2020, ISBN 978-88-502-5856-7.
- Enciclopedia dei giochi, 3 voll., Torino: UTET, 1999, ISBN 88-02-05462-2.
- Il dado e l'alfabeto. Nuovo dizionario dei giochi con le parole,  Bologna, Il Mulino, 2004, ISBN 978-88-081-7770-4.
- Mangiare banane, Collana Intersezioni, Bologna: Il Mulino, 2007, ISBN 978-88-151-1870-7.
- Dante Alighieri. Commedia. Inferno, Collana SuperSintesi, Milano, Vallardi, 2014; col titolo La Divina Commedia di Dante Alighieri. Inferno. La guida completa alla prima cantica con un commento d'autore, Milano, Vallardi, 2021, ISBN 978-88-550-5533-8.